# ستاد القاهرة الدولي
الهيئة العامة لاستاد القاهرة الرياضي أو ستاد القاهرة الدولي هو الاستاد الرسمي للمنتخب المصري لكرة القدم، بدأ العمل على إنشاؤه سنة 1958 في عهد الرئيس جمال عبد الناصر تحت اسم ستاد ناصر، استمر بناء الاستاد على مدار 3 سنوات بتكلفة إجمالية 3 ملايين جنيه وكان من أكبر الملاعب في أفريقيا والشرق الأوسط في ذلك الوقت.
يضم الملعب لوحة نتائج إلكترونية باللغتين العربية والإنجليزية بالإضافة إلى أربعة أبراج إضاءة عملاقة. جدد عام 2004 بمبلغ مائة وخمسون مليون جنيه، وقد شهد هذا الملعب كأس الأمم الأفريقية لعام 2006 والتي فازت بها مصر، وبطولة كأس الأمم الأفريقية 2019، ويتسع الملعب إلى 75,000 متفرج.

## التصميم

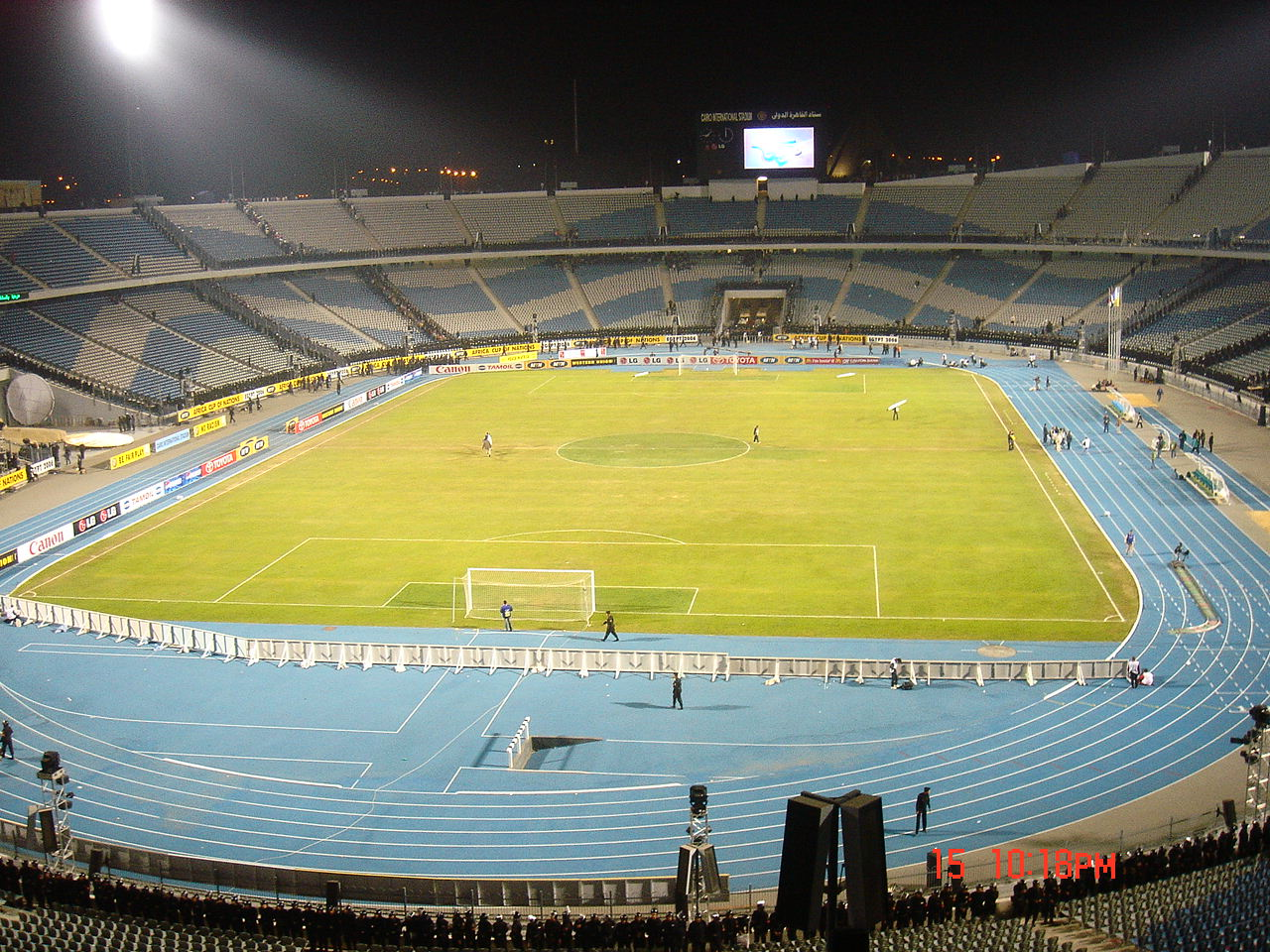
ستاد القاهرة الدولي من الداخل

يعتبر ستاد القاهرة الدولي هو الأول من نوعه ذو المعايير الأوليمبية في منطقة الشرق الأوسط وأفريقيا ويقع في منطقة مدينة نصر شمال شرق القاهرة قام بتصميمه المهندس المعماري الألماني "فيرنر مارش"وهو نفس المهندس الذي قام بتصميم الاستاد الأولمبي في برلين الذي استضاف دورة الألعاب الأولمبية في سنة 1936، وقد اكتمل بناؤه عام 1960 وافتتحه الرئيس الراحل جمال عبد الناصر في احتفالات ثورة يوليو في نفس العام.
وفي عام 2005 طور ستاد القاهرة لكي يلائم المعايير الأوليمبية القياسية الجديدة في القرن الحادي والعشرين حيث شهد بعدها بعام بطولة كأس الأمم الأفريقية 2006. ويقع الاستاد على بعد 10 كيلومترات من مطار القاهرة الدولي و 30 كليومتر من وسط مدينة القاهرة. ويمثل ستاد القاهرة علامة هامة في البنية الرياضية المصرية حيث تقام أهم المباريات المصرية على استاد القاهرة حيث يشهد كل عام مباريات القمة بين النادي الأهلي ونادي الزمالك ومباريات منتخب مصر لكرة القدم.
وتم تطويره عام 2019 لاستضافته كأس الأمم الأفريقية 2019 بمصر.

## معرض الصور

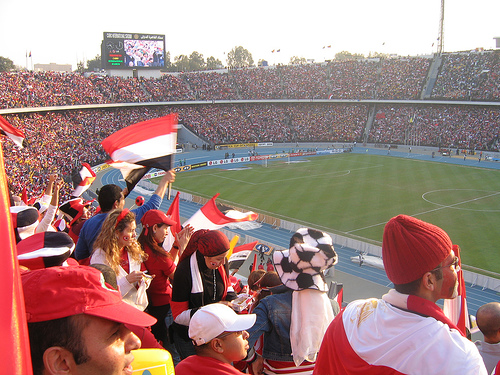
الجمهور المصري عام 2007
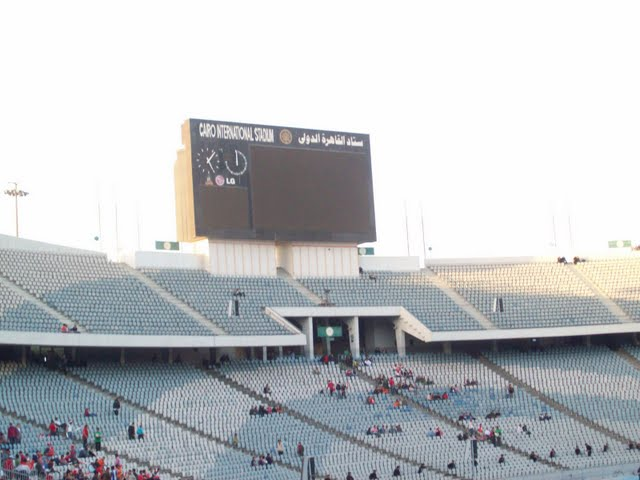
لوحة إلكترونية داخل الملعب
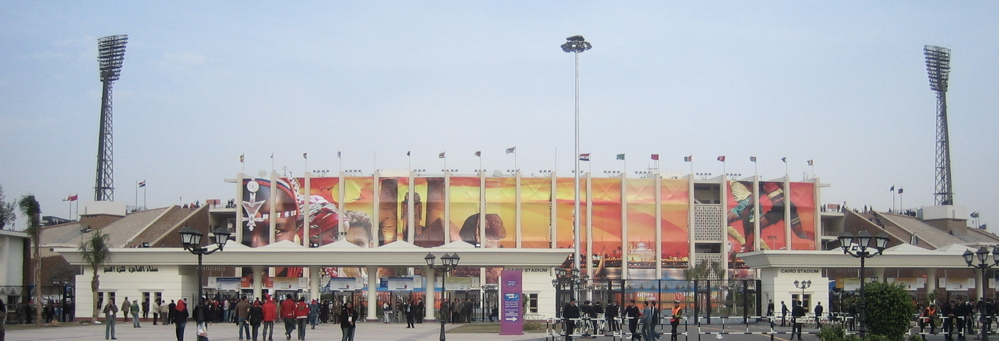
ستاد القاهرة الدولي من الخارج قبل التطوير

## وصلات خارجية
- الموقع الرسمي للاستاد.
- الصفحة الرسمية على موقع فيس بوك.